# George Hadjimichalis
George Hadjimichalis (griechisch Γιώργος Χατζημιχάλης Giorgos Chatzimichalis; * 1954 in Athen) ist ein griechischer Konzept- und Installationskünstler.

## Leben und Werk
George Hadjimichalis studierte Malerei an der Saint Martin’s School of Art in London. Bekannt ist Hadjimichalis für umfangreiche Installationen aus Fundstücken und Archivmaterial.

„What I do is this: in this pigsty we live today, amidst the poverty that plagues the world and the epidemics which afflict humanity, practicing art becomes hugely difficult. So aside from my inner world and from managing myself, my emotions and my relations with the people close to me I try to see, to place myself in relation to the drama around us. If I am to have a truly political reaction, the only thing I can do is to make sure that the art I produce is as personal as possible, not in the sense of style. / Was ich mache, ist dies: In dem Saustall, in dem wir heute leben, inmitten von Armut und Epidemien, die die Menschheit plagen, wird es immer schwieriger, Kunst auszuüben. Abgesehen von meinem inneren Erleben und dem Umgang mit meinen Gefühlen und meinem persönlichen sozialen Umfeld, lege ich Wert darauf, mich zu dem Drama um uns herum in Beziehung zu setzen. Als wahrhaftige politische Stellungnahme ist das einzige, was ich tun kann, sicherzustellen, dass meine Kunst so persönlich wie möglich ist und kein Kunststil wird.“

## Ausstellungen (Auswahl)

### Einzelausstellungen
- 1977: Ora Cultural Center, Athen
- 2002: George Hadjimichalis: Seven Works, MoMA PS1, Kuratorin: Alanna Heiss, New York
- 2011: The Painter A.K.: A Novel Nationales Museum für Zeitgenössische Kunst, Kuratorin: Daphne Vitali, Athen

### Gruppenausstellungen
- 1992: documenta IX, Kassel
- 2001: Im Spiegel der Freiheit: Giannis Tsarouchis, Stephen Antonakos, George Hadjimichalis, Kurator: Hellmut Seemann, Schirn Kunsthalle Frankfurt, Frankfurt am Main
- 2005: Hospital 51. Biennale di Venezia, Kurator: Katerina Koskina, Venedig[4][5]